# Christian Schmidt (Schriftsteller)
Christian Schmidt (Künstlername Klopfer; geb. 14. Februar 1980 in Frankfurt (Oder)) ist ein deutscher Autor und Lektor.

## Leben
Christian Schmidt erlebte die ersten Jahre seiner Schulzeit in der DDR und war Jungpionier bei der Pionierorganisation Ernst Thälmann. Er war neun Jahre alt, als die Wende in der DDR seine Lebenswirklichkeit wesentlich änderte. Sein Abitur machte er 1999 am Helmholtz-Gymnasium Potsdam. Anschließend studierte Schmidt von 1999 bis 2004 Informatik an der Universität Potsdam, gefolgt 2004 bis 2005 von Japanologie und 2005 bis 2010 Germanistik an der Humboldt-Universität zu Berlin. Seit 2007 wohnt Schmidt in Berlin.
Christian Schmidt nahm den Künstlernamen „Klopfer“ an, da sein bürgerlicher Name sehr häufig ist und regelmäßig zu Verwechselungen führte. Den Namen übernahm er von einer Figur aus dem Disney-Film Bambi, dem Kaninchen Klopfer. Seit 2016 ist sein Künstlername offiziell eingetragen.

## Schaffen
Christian Schmidt betrieb von 2000 bis 2016 die Online-Datenbank für Manga und Anime Animestreet. Seit 1999 betreibt er eine persönliche Website, die seit 2002 Klopfers Web heißt. Dort veröffentlicht er Kolumnen und interagiert vielfältig mit seinen Fans. Einige Kolumnen veröffentlichte Schmidt in Buchform.
Seit 2002 arbeitet Christian Schmidt für die Verlage Egmont Manga und Tokyopop. Dort betreut er deutschsprachige Übersetzungen japanischer Mangas, darunter Detektiv Conan, Inu Yasha und Mirai Nikki.
Schmidt schrieb Artikel für die Manga-Magazine Manga Power und Manga Twister.

## Werke (Auswahl)

### Autor
- Böses Hasi! Die besten Texte von Klopfers Web. 2007, ISBN 978-3-8370-1078-7.
- Mein Weg zur Weltherrschaft - Phase 2. 2011, ISBN 978-3-8423-4451-8.
- Sexpanzer und Babytod - Wie wir uns manipulieren lassen. 2011, ISBN 978-3-8423-4425-9.
- Braindead Love - Teil 1: Breakfast. 2012, ISBN 978-1-4812-5180-8.
- Bob & Linda: Ein tödlicher Fall. 2020, ISBN 978-3-9822684-0-8.

### Redaktionelle Betreuung
- 07-Ghost
- A.I. Love You
- Ai Yori Aoshi
- Akuma no Riddle
- Another
- Armed Girl’s Machiavellism
- Basara
- Best Selection - Yuu Watase
- Big Order
- Black Rock Shooter - The Game
- Corpse Party
- Danganronpa: The Animation
- Darwin’s Game
- Detektiv Conan
- Dog & Scissors
- Durarara!!
- High Rise Invasion
- Inu Yasha
- Kagerou Daze
- Knights of Sidonia
- Kodomo no Omocha
- Kyōkai no Rinne
- Minimum
- Mirai Nikki
- Oh! My Goddess
- Perfect Girl
- Pet Shop of Horrors
- Rurouni Kenshin: Cinema Edition
- Saint Young Men
- Sankarea
- Shakugan no Shana
- Shi Ki
- Taboo Tattoo
- The Testament of Sister New Devil
- Zero's Tea Time